# Öranäsogen
Öranäsogen är en sjö i Nordmalings kommun i Ångermanland och ingår i Öreälvens huvudavrinningsområde. Öranäsogen ligger i Öreälven Natura 2000-område.